# Rétinoschisis juvénile lié à l'X
Le rétinoschisis juvénile lié à l'X est une maladie génétique atteignant les yeux et se traduisant par une perte progressive de la vision. Cette maladie atteint uniquement les garçons, mais la maladie est transmise par les femmes. La femme est dite 'porteuse saine', c'est-à-dire qu'elle est porteuse de la maladie mais qu'elle n'a pas d'atteinte fonctionnelle de sa vision ; elle n'apparaît pas malade mais peut présenter le signe clinique de 'givre' sur la rétine {signe clinique désigne la ou les manifestations visibles ou objectives décelables lors de l'examen d'un patient}. Ce givre est ténu et passe parfois inaperçu par un ophtalmologiste s'il ignore que sa patiente a cette maladie génétique; par contre l'ophtalmo recherche ce givre dès qu'il sait qu'antécédents familiaux de rétinoschisis. Les premiers signes du rétinoschisis apparaissent dans l'enfance : 1re décade de vie mais il est plus rare que ce soit à un âge très précoce (cependant des cas vers l'âge de trois mois sont connus). C'est la vision centrale qui est touchée, parfois associée à un strabisme ou à un nystagmus. La perte de vision n'est jamais complète, la sévérité du déficit visuel varie beaucoup d’un patient à l’autre avec une acuité visuelle qui peut aller de 1/20 à 10/10. La maladie est très souvent lentement évolutive. La vision s’altère dans les 2 premières décennies de vie puis en général se stabilise ou évolue très lentement jusqu'à 50 ans où une atrophie maculaire s’installe (plus rarement à partir de 40 ans). Nombreux ophtalmologistes ne rencontrent aucun rétinoschisis liés à l'X dans leur carrière car c'est une maladie rare : la prévalence de cette maladie est de 1 sur 15000 à 30000 dans le monde. Le rétinoschisis est caractérisé par l'existence de kystes (schisis) qui peuvent s'étendre et former des brides responsables de décollements de rétine rétiniennes (séparation des feuillets internes de la rétine) et de déchirures rétiniennes, qui ont pour conséquence une (ou des) hémorragie(s) rétinienne(s) : c'est une urgence.

## Étiologie
- Mutation du gène RS1 situé sur le chromosome X

## Diagnostic

### Fond d'œil
L'examen du fond d'œil montre au niveau de la macula des petits kystes aboutissant à une séparation de la rétine du tissu sous-jacent.

## Sources
- (fr) Syndicat National des Ophtalmologistes de France
- (en) Online Mendelian Inheritance in Man, OMIM (TM). Johns Hopkins University, Baltimore, MD. MIM Number:312700
- (en) GeneTests: Medical Genetics Information Resource (database online). Copyright, University of Washington, Seattle. 1993-2005